# Space rock
Sous-genres
Neo-psychedelia, post-rock, shoegazing
Genres dérivés
Dream pop
Le space rock, appelé à l'origine « musique planante », est un sous-genre de la musique rock : le terme désigne tout d'abord la musique jouée par des groupes, surtout britanniques, de rock progressif et de rock psychédélique des années 1960 – 1970 tels que Hawkwind, Gong et Pink Floyd, et se caractérise par des passages instrumentaux longs dominés par des morceaux d'orgue électronique, de synthétiseur, de guitare expérimentale ; et de thèmes lyriques basés sur la science-fiction et l'espace, empreints de poésie (et souvent chuchotés).
Le rock allemand avec Tangerine Dream, ou Klaus Schulze, a fourni une part importante de la musique planante.
Le terme désigne par la suite, à la fin des années 1980, les groupes britanniques de rock alternatif inspirés des premières chansons du genre afin de créer une musique à l'atmosphère plus ambient mais toujours sous forme mélodique. Le terme renaît au XXIe siècle pour désigner de nouveaux groupes comme The Flowers of Hell, Comets on Fire, Flotation Toy Warning, et Angels and Airwaves.

## Histoire

### Origines et émergence

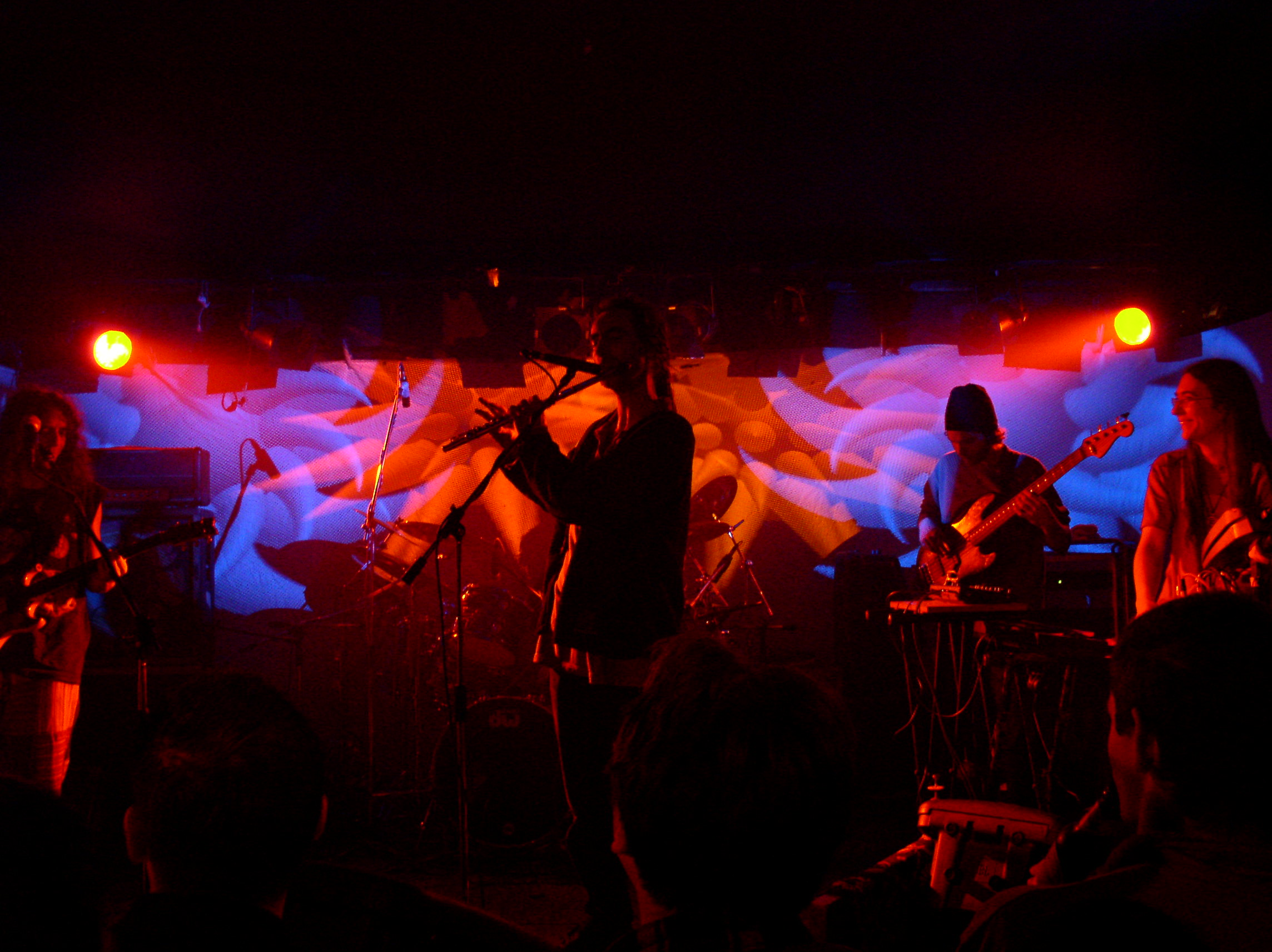
Ozric Tentacles, sur scène à Zagreb en 2004.

Arpenter l'espace devient un sujet récurrent dans les chansons de rock 'n' roll au milieu des années 1950 jusqu'au début des années 1960. Il inspire également l'usage de nouveaux sons et effets sonores dans ces chansons. Un premier exemple de space rock peut être l'album-concept publié en 1959 intitulé I Hear a New World du producteur et auteur-compositeur britannique Joe Meek. L'album s'inspire de la course à l'espace et se centre sur la rencontre entre l'humain et l'extraterrestre.
Le space rock émerge à la fin des années 1960 de la scène musicale psychédélique au Royaume-Uni, et est directement associé au mouvement rock progressif de cette même période. Les premiers albums de Pink Floyd contiennent des exemples ayant lancé le space rock : Lucifer Sam, Astronomy Domine, Pow R. Toc H., et Interstellar Overdrive issus de leur premier album The Piper at the Gates of Dawn. Leur second album A Saucerful of Secrets comprend d'autres exemples musicaux (Let There Be More Light et Set the Controls for the Heart of the Sun) et leur troisième album Soundtrack from the Film More (1969) comprend Cirrus Minor. La chanson des Beatles Flying (1967), originellement intitulée Aerial Tour Instrumental, est une chanson instrumentale centrée sur la sensation de voler. Un album significatif dans l'histoire du space rock est Space Ritual (1973) de Hawkwind un album live de deux disques documentant le succès de la tournée des Hawkwind en 1972.
En France la Messe pour le temps présent composée par Pierre Henry et Michel Colombier (sur commande de Maurice Béjart) constitue un premier jalon (en particulier avec les variations de Psyché Rock, les plus connues) mais d'une manière générale tout ce qui innove en acoustique peut toucher au space rock, à commencer par les travaux de Pierre Schaeffer — que l'on retrouve dans la conception de la série télévisée Les Shadoks.

### Années 1990 et 2000
Au début des années 1990, le terme de « space rock » commence à décrire les nombreux groupes américains et britanniques de rock alternatif de cette époque. Les genres shoegazing, stoner rock/metal et noise pop émergent dans le grand public avec des groupes comme Kyuss, Slowdive, The Verve, My Bloody Valentine, Flying Saucer Attack, Loop, Ride, Shiner, The Flaming Lips, Failure, Year of the Rabbit, Cave In, Sun Dial, Hum, Orange Goblin, Spacemen 3, Spiritualized, et Mercury Rev.
En France le genre est notamment illustré par le Projet Schizotrope de  Richard Pinhas (avec Maurice G. Dantec), expérimentation chargée de philosophie (celle de Gilles Deleuze).
Des groupes de space rock comme Hawkwind et Gong continuent à jouer sur scène dans les années 2000. À cette période, le space rock inspire des groupes britanniques comme Radiohead, Muse, Amplifier, Oceansize, Porcupine Tree, Kasabian et Mugstar, et des groupes américains comme Angels and Airwaves, Autolux, The Boxing Lesson, Cloudland Canyon, Hopesfall, Lumerians, The Mars Volta, The Secret Machines, Tool et Zombi. La première implication de la NASA dans le space rock est rapportée en 2009, plus précisément dans la chanson Sympathy For Vengeance des Flowers of Hell.

## Groupes et artistes
Ils comprennent notamment : Acid Mothers Temple, Daevid Allen, Amon Düül II, Ash Ra Tempel, Babylon Zoo, Broken Bells, David Bowie, Can, Cluster, The Church, Cosmic Jokers, Yuri Gagarin (en), Electric Prunes, Brian Eno, Failure, Gong, Hawkwind, Ozric Tentacles, Pink Floyd, Starset, Klaus Schulze, Hipgnosis et Tangerine Dream.